# Boris Fuchs
Boris Fuchs (* 13. März 1969 in Ust-Kamenogorsk, Kasachische SSR, Sowjetunion) ist ein ehemaliger deutsch-kasachischer Eishockeyspieler.

## Karriere
Boris Fuchs begann seine Karriere 1987 in der zweiten sowjetischen Liga bei Torpedo Ust-Kamenogorsk, wo er bis 1990 spielte. 1991 wechselte er gemeinsam mit seinem Bruder Andrej Fuchs zum EC Ratingen, wo er bis 1997 unter Vertrag stand. Danach wurde er für zwei Spielzeiten von den Moskitos Essen verpflichtet. Weitere Stationen waren ES Weißwasser, Neusser EV und Herner EV.